# 타르노보 공 카르담
타르노보 공 카르담(Kardam, Prince of Tarnovo, 1962년 12월 2일 ~ 2015년 4월 7일)은 불가리아의 차르 시메온 2세와 그의 아내 마르가리타 삭스코부르크고츠키의 장남이었다. 카르담은 불가리아 군주제가 폐지된 후 태어났다. 따라서 예의상 왕세자처럼 보이기도 했다. 그는 불가리아의 카르담과 타르노보의 카르담으로도 알려져 있었는데, 후자는 불가리아 왕위 계승자의 칭호였다.